# IIHF Verdensmesterskabet Division III 2019
IIHF Verdensmesterskabet Division III 2019 var en international ishockeyturnering styret af International Ice Hockey Federation.
Gruppens turnering blev afholdt i Sofia, Bulgarien fra 22. til 28. april og kvalifikationsturneringen i Abu Dhabi, De Forenede Arabiske Emirater fra 31. marts til 6. april 2019. Både Kirgisistan og Thailand fik deres VM-debut, hvor de begge vandt deres første kamp (Kirgisistans første fire sejre blev senere annulleret på grund af en uberettiget spiller).
Bulgarien rykkede op i Division II, mens De Forenede Arabiske Emirater vandt kvalifikationsturneringen og rykkede op i hovedturneringen. Sydafrika sluttede sidst og rykkede dermed ned i kvalifikationsturneringen.

## Division III

### Deltagere
| Hold            | Kvalifikation                                    |
| --------------- | ------------------------------------------------ |
| Luxembourg      | 6. plads i Division II B og rykkede ned.         |
| Bulgarien       | Vært, 2. plads i Division III sidste år.         |
| Tyrkiet         | 3. plads i Division III sidste år.               |
| Kinesisk Taipei | 4. plads i Division III sidste år.               |
| Sydafrika       | 5. plads i Division III sidste år.               |
| Turkmenistan    | 1. plads i Division III-kvalifikation sidste år. |

### Dommere
4 dommere og 7 linjemænd blev udvalgt til turneringen.
| Dommere                                                             | Linjemænd |
| ------------------------------------------------------------------- | --- |
| - Feng Lei - Stefan Hogarth - Vladimir Babic - Ryan Cairns          | \| - Kiril Peychinov - Luchezar Stoyanov - Henri Neva - Anton Boryayev \| - Dāvis Zunde - Mihai Paul - Chae Youn-jin \| |
| - Kiril Peychinov - Luchezar Stoyanov - Henri Neva - Anton Boryayev | - Dāvis Zunde - Mihai Paul - Chae Youn-jin                                                                              |

### Stilling
| Pos | Hold             | K | V | OTV | OTT | T | MF | MM | M+/- | P  | Kvalifikation eller nedrykning                 |
| --- | ---------------- | - | - | --- | --- | - | -- | -- | ---- | -- | ---------------------------------------------- |
| 1   | Bulgarien (V, O) | 5 | 5 | 0   | 0   | 0 | 39 | 7  | +32  | 15 | Oprykning til Division II B 2020               |
| 2   | Tyrkiet          | 5 | 3 | 0   | 0   | 2 | 21 | 17 | +4   | 9  |                                                |
| 3   | Turkmenistan     | 5 | 2 | 0   | 1   | 2 | 21 | 21 | 0    | 7  |                                                |
| 4   | Luxembourg       | 5 | 2 | 0   | 0   | 3 | 15 | 20 | −5   | 6  |                                                |
| 5   | Kinesisk Taipei  | 5 | 1 | 1   | 0   | 3 | 23 | 35 | −12  | 5  |                                                |
| 6   | Sydafrika (N)    | 5 | 1 | 0   | 0   | 4 | 18 | 37 | −19  | 3  | Nedrykning til Division III Kvalifikation 2020 |

### Resultater
Alle tider er lokale ( UTC + 3 ).
| 22. april 2019 13:00 | Tyrkiet | 2–3 (0–1, 1–0, 1–2) | Luxembourg | Winter Sports Palace, Sofia Tilskuere: 120 |

| Rapport                                                              | Rapport                     | Rapport | Rapport       | Rapport                                                             |
| -------------------------------------------------------------------- | --------------------------- | --- | ------------- | ------------------------------------------------------------------- |
|                                                                      | Tolga Bozacı                | Målmænd | Marcus Anselm | Dommer: Ryan Cairns Linjedommere: Kiril Peychinov Luchezar Stoyanov |
| Bingöl (Kavaz, Ö. Karş) – 31:33 / Elakaş (Halil, Gümüş) (PP) – 51:54 | 0–1 / 1–1 / 1–2 / 2–2 / 2–3 | 14:01 – Mosr (Mossong, Bechtold) (PP) / 46:56 – Backes (Eriksson, C. Cannon) / 57:39 – Mossong (Welter, Mosr) |               | Dommer: Ryan Cairns Linjedommere: Kiril Peychinov Luchezar Stoyanov |
| 2 min                                                                | Strafminutter               | 2 min |               | Dommer: Ryan Cairns Linjedommere: Kiril Peychinov Luchezar Stoyanov |
| 36                                                                   | Skud                        | 28 |               | Dommer: Ryan Cairns Linjedommere: Kiril Peychinov Luchezar Stoyanov |

| 22. april 2019 16:30 | Turkmenistan | 4–5 OT (0–0, 0–3, 4–1) (OT: 0–1) | Kinesisk Taipei | Winter Sports Palace, Sofia Tilskuere: 130 |

| Rapport | Rapport                                             | Rapport | Rapport   | Rapport                                                     |
| --- | --------------------------------------------------- | --- | --------- | ----------------------------------------------------------- |
| | Keremli Charyyev Rahman Myradov                     | Målmænd | Hou Ta-yu | Dommer: Vladimir Babic Linjedommere: Henri Neva Dāvis Zunde |
| Dovletmyradov (Gurbanov, Vahovskiy) – 47:40 / Kuliyev (Baymyradov) – 49:05 / Hydyrov (Vahovskiy) (PP) – 52:02 / Geldimyradov (Soyunov) – 59:18 | 0–1 / 0–2 / 0–3 / 1–3 / 2–3 / 3–3 / 3–4 / 4–4 / 4–5 | 25:45 – Weng (Shen, Yang) / 26:32 – Weng (Lin H., Shen) / 34:11 – Weng (Pan) / 54:12 – Lin K. (Lin H.) (PP) / 62:00 – Weng (Lin H.) |           | Dommer: Vladimir Babic Linjedommere: Henri Neva Dāvis Zunde |
| 10 min | Strafminutter                                       | 10 min |           | Dommer: Vladimir Babic Linjedommere: Henri Neva Dāvis Zunde |
| 36 | Skud                                                | 22 |           | Dommer: Vladimir Babic Linjedommere: Henri Neva Dāvis Zunde |

| 22. april 2019 20:00 | Bulgarien | 12–2 (7–1, 1–1, 4–0) | Sydafrika | Winter Sports Palace, Sofia Tilskuere: 850 |

| Rapport | Rapport                                                                              | Rapport                                               | Rapport         | Rapport                                                           |
| --- | ------------------------------------------------------------------------------------ | ----------------------------------------------------- | --------------- | ----------------------------------------------------------------- |
| | Dimitar Dimitrov                                                                     | Målmænd                                               | Charl Pretorius | Dommer: Stefan Hogarth Linjedommere: Anton Boryayev Chae Youn-jin |
| Muhachev (M. Vasilev) – 00:34 / Yotov (Hodulov, Stoilov) – 01:32 / M. Vasilev (Boyadjiev) – 12:43 / M. Vasilev (Yotov) (PP) – 14:26 / M. Vasilev (V. Dikov) – 15:46 / Yotov (Stoilov, Stefanov) – 16:42 / M. Vasilev (Boyadjiev) – 17:24 / M. Vasilev (Hodulov) – 39:42 / Hodulov (Yotov) – 41:39 / Hodulov (K. Dikov) – 47:03 / Dzhorov – 49:50 / Muhachev (V. Dikov, Gatchev) – 53:55 | 1–0 / 2–0 / 2–1 / 3–1 / 4–1 / 5–1 / 6–1 / 7–1 / 7–2 / 8–2 / 9–2 / 10–2 / 11–2 / 12–2 | 04:50 – Samaai (Carelse) / 29:28 – R. Venter (Kluyts) |                 | Dommer: Stefan Hogarth Linjedommere: Anton Boryayev Chae Youn-jin |
| 24 min | Strafminutter                                                                        | 12 min                                                |                 | Dommer: Stefan Hogarth Linjedommere: Anton Boryayev Chae Youn-jin |
| 32 | Skud                                                                                 | 25                                                    |                 | Dommer: Stefan Hogarth Linjedommere: Anton Boryayev Chae Youn-jin |

| 23. april 2019 13:00 | Sydafrika | 2–7 (0–2, 1–3, 1–2) | Turkmenistan | Winter Sports Palace, Sofia Tilskuere: 136 |

| Rapport                                        | Rapport                                             | Rapport | Rapport          | Rapport                                                         |
| ---------------------------------------------- | --------------------------------------------------- | --- | ---------------- | --------------------------------------------------------------- |
|                                                | Charl Pretorius Ryan Boyd                           | Målmænd | Keremli Charyyev | Dommer: Feng Lei Linjedommere: Anton Boryayev Luchezar Stoyanov |
| Marais (Samaai) – 39:53 / Giot (Obery) – 48:50 | 0–1 / 0–2 / 0–3 / 0–4 / 0–5 / 1–5 / 2–5 / 2–6 / 2–7 | 02:10 – Baymyradov (Tannyyev) / 02:59 – Gurbanov (Dovletmyradov) / 26:13 – Vahovskiy (Gurbanov, Dovletmyradov) / 27:45 – Aganiyazov (Gurbanov, Dovletmyradov) (PP) / 39:42 – Baymyradov (Tannyyev) / 57:56 – Baymyradov / 59:39 – Vahovskiy (Soyunov) |                  | Dommer: Feng Lei Linjedommere: Anton Boryayev Luchezar Stoyanov |
| 8 min                                          | Strafminutter                                       | 2 min |                  | Dommer: Feng Lei Linjedommere: Anton Boryayev Luchezar Stoyanov |
| 32                                             | Skud                                                | 30 |                  | Dommer: Feng Lei Linjedommere: Anton Boryayev Luchezar Stoyanov |

| 23. april 2019 16:30 | Luxembourg | 4–5 (0–0, 3–2, 1–3) | Kinesisk Taipei | Winter Sports Palace, Sofia Tilskuere: 180 |

| Rapport | Rapport                                             | Rapport | Rapport               | Rapport                                                      |
| --- | --------------------------------------------------- | --- | --------------------- | ------------------------------------------------------------ |
| | Marcus Anselm                                       | Målmænd | Hou Ta-yu He Wei-chih | Dommer: Ryan Cairns Linjedommere: Henri Neva Kiril Peychinov |
| Mosr (Mossong, Welter) – 30:01 / Backes (C. Cannon, Scheier) – 35:31 / C. Cannon (Eriksson) – 38:28 / C. Cannon (Bechtold) (SH) – 57:01 | 1–0 / 1–1 / 1–2 / 2–2 / 3–2 / 3–3 / 3–4 / 3–5 / 4–5 | 31:21 – Lin H. (Weng, Shen) / 34:52 – Weng (Yang, Wang) / 42:47 – Wang (Weng, Shen) (PP) / 45:55 – Shen (Chen W.) / 48:58 – Weng (Lin H.) (PP) |                       | Dommer: Ryan Cairns Linjedommere: Henri Neva Kiril Peychinov |
| 8 min | Strafminutter                                       | 14 min |                       | Dommer: Ryan Cairns Linjedommere: Henri Neva Kiril Peychinov |
| 35 | Skud                                                | 28 |                       | Dommer: Ryan Cairns Linjedommere: Henri Neva Kiril Peychinov |

| 23. april 2019 20:00 | Bulgarien | 3–1 (0–0, 3–0, 0–1) | Tyrkiet | Winter Sports Palace, Sofia Tilskuere: 1,200 |

| Rapport                                                                    | Rapport               | Rapport        | Rapport      | Rapport                                                     |
| -------------------------------------------------------------------------- | --------------------- | -------------- | ------------ | ----------------------------------------------------------- |
|                                                                            | Dimitar Dimitrov      | Målmænd        | Tolga Bozacı | Dommer: Stefan Hogarth Linjedommere: Mihai Paul Dāvis Zunde |
| M. Vasilev – 23:12 / V. Dikov – 26:36 / Gatchev (Yotov, Boyadjiev) – 37:40 | 1–0 / 2–0 / 3–0 / 3–1 | 51:57 – Çıplak |              | Dommer: Stefan Hogarth Linjedommere: Mihai Paul Dāvis Zunde |
| 14 min                                                                     | Strafminutter         | 6 min          |              | Dommer: Stefan Hogarth Linjedommere: Mihai Paul Dāvis Zunde |
| 31                                                                         | Skud                  | 34             |              | Dommer: Stefan Hogarth Linjedommere: Mihai Paul Dāvis Zunde |

| 25. april 2019 13:00 | Luxembourg | 5–2 (1–1, 3–0, 1–1) | Sydafrika | Winter Sports Palace, Sofia Tilskuere: 108 |

| Rapport | Rapport                                 | Rapport                                           | Rapport                   | Rapport                                                      |
| --- | --------------------------------------- | ------------------------------------------------- | ------------------------- | ------------------------------------------------------------ |
| | Marcus Anselm                           | Målmænd                                           | Ryan Boyd Charl Pretorius | Dommer: Feng Lei Linjedommere: Luchezar Stoyanov Dāvis Zunde |
| Backes (C. Cannon) – 11:50 / Welter (Bechtold, C. Cannon) (SH) – 22:46 / Welter (Mossong) – 35:31 / Backes (Eriksson) – 35:47 / Grönlund (EN) – 57:29 | 0–1 / 1–1 / 2–1 / 3–1 / 4–1 / 4–2 / 5–2 | 05:19 – Samaai (Carelse, Marais) / 57:17 – Marais |                           | Dommer: Feng Lei Linjedommere: Luchezar Stoyanov Dāvis Zunde |
| 4 min | Strafminutter                           | 2 min                                             |                           | Dommer: Feng Lei Linjedommere: Luchezar Stoyanov Dāvis Zunde |
| 24 | Skud                                    | 36                                                |                           | Dommer: Feng Lei Linjedommere: Luchezar Stoyanov Dāvis Zunde |

| 25. april 2019 16:30 | Tyrkiet | 7–4 (0–2, 3–2, 4–0) | Kinesisk Taipei | Winter Sports Palace, Sofia Tilskuere: 128 |

| Rapport | Rapport                                                         | Rapport | Rapport   | Rapport                                                            |
| --- | --------------------------------------------------------------- | --- | --------- | ------------------------------------------------------------------ |
| | Muhammed Karagül Tolga Bozacı                                   | Målmænd | Hou Ta-yu | Dommer: Stefan Hogarth Linjedommere: Chae Youn-jin Kiril Peychinov |
| Bingöl (Aktürk, E. Faner) – 23:10 / Özmen (Hars) – 31:00 / Gümüş (K. Karş, Çıplak) (PP2) – 34:29 / Ö. Karş – 41:51 / Salt (Faner) (PP) – 47:10 / Çıplak (Gümüş) – 54:07 / K. Karş (Faner) – 58:52 | 0–1 / 0–2 / 1–2 / 1–3 / 2–3 / 3–3 / 3–4 / 4–4 / 5–4 / 6–4 / 7–4 | 03:57 – Lin H. (Yang, Weng) / 14:32 – Hsiao (Lin T.) / 26:39 – Yu (Lin H.) / 39:59 – Weng (Shen, Lin H.) (PP) |           | Dommer: Stefan Hogarth Linjedommere: Chae Youn-jin Kiril Peychinov |
| 8 min | Strafminutter                                                   | 24 min |           | Dommer: Stefan Hogarth Linjedommere: Chae Youn-jin Kiril Peychinov |
| 46 | Skud                                                            | 19 |           | Dommer: Stefan Hogarth Linjedommere: Chae Youn-jin Kiril Peychinov |

| 25. april 2019 20:00 | Bulgarien | 6–2 (2–0, 2–2, 2–0) | Turkmenistan | Winter Sports Palace, Sofia Tilskuere: 1,200 |

| Rapport | Rapport                                       | Rapport                                                | Rapport          | Rapport                                                    |
| --- | --------------------------------------------- | ------------------------------------------------------ | ---------------- | ---------------------------------------------------------- |
| | Dimitar Dimitrov                              | Målmænd                                                | Keremli Charyyev | Dommer: Vladimir Babic Linjedommere: Henri Neva Mihai Paul |
| Nikolov – 06:36 / K. Dikov (Nikolov) (PP) – 15:50 / Muhachev (Boyadjiev, V. Dikov) (PP) – 30:32 / K. Dikov (M. Vasilev, Muhachev) (PP) – 36:58 / Hodulov (Boyadjiev, M. Vasilev) (PP2) – 43:38 / Boyadjiev (M. Vasilev, Muhachev) – 45:16 | 1–0 / 2–0 / 2–1 / 3–1 / 3–2 / 4–2 / 5–2 / 6–2 | 21:36 – Barkovskiy (PP) / 33:34 – Barkovskiy (Soyunov) |                  | Dommer: Vladimir Babic Linjedommere: Henri Neva Mihai Paul |
| 44 min | Strafminutter                                 | 46 min                                                 |                  | Dommer: Vladimir Babic Linjedommere: Henri Neva Mihai Paul |
| 39 | Skud                                          | 20                                                     |                  | Dommer: Vladimir Babic Linjedommere: Henri Neva Mihai Paul |

| 26. april 2019 13:00 | Sydafrika | 3–6 (2–1, 1–2, 0–3) | Tyrkiet | Winter Sports Palace, Sofia Tilskuere: 120 |

| Rapport                                                                               | Rapport                                             | Rapport | Rapport      | Rapport                                                         |
| ------------------------------------------------------------------------------------- | --------------------------------------------------- | --- | ------------ | --------------------------------------------------------------- |
|                                                                                       | Charl Pretorius                                     | Målmænd | Tolga Bozacı | Dommer: Vladimir Babic Linjedommere: Mihai Paul Kiril Peychinov |
| Valadas – 03:28 / Kluyts (Van Doesburgh) – 12:42 / Giot (Botha, Magmoed) (PP) – 30:16 | 1–0 / 1–1 / 2–1 / 2–2 / 3–2 / 3–3 / 3–4 / 3–5 / 3–6 | 10:37 – K. Karş (Gümüş) (PP) / 22:17 – Gümüş (Salt) (PP) / 38:45 – Halil (F. Faner) / 43:42 – Özmen (Halil) (PP) / 58:47 – Bakal (Salt, Halil) (EN) / 59:09 – Özmen (EN) |              | Dommer: Vladimir Babic Linjedommere: Mihai Paul Kiril Peychinov |
| 22 min                                                                                | Strafminutter                                       | 8 min |              | Dommer: Vladimir Babic Linjedommere: Mihai Paul Kiril Peychinov |
| 17                                                                                    | Skud                                                | 47 |              | Dommer: Vladimir Babic Linjedommere: Mihai Paul Kiril Peychinov |

| 26. april 2019 16:30 | Turkmenistan | 4–3 (0–2, 3–1, 1–0) | Luxembourg | Winter Sports Palace, Sofia Tilskuere: 195 |

| Rapport | Rapport                                 | Rapport                                                                                | Rapport       | Rapport                                                  |
| --- | --------------------------------------- | -------------------------------------------------------------------------------------- | ------------- | -------------------------------------------------------- |
| | Keremli Charyyev                        | Målmænd                                                                                | Marcus Anselm | Dommer: Feng Lei Linjedommere: Anton Boryayev Henri Neva |
| Barkovskiy (Soyunov, Geldimyradov) (PP) – 29:12 / Aganiyazov (PP) – 31:17 / Veleyev (Barkovskiy) – 39:01 / Dovletmyradov (Gurbanov) – 45:44 | 0–1 / 0–2 / 1–2 / 2–2 / 2–3 / 3–3 / 4–3 | 02:54 – Mossong (Mosr, Welter) / 08:51 – C. Cannon (Eriksson) / 33:48 – Mossong (Mosr) |               | Dommer: Feng Lei Linjedommere: Anton Boryayev Henri Neva |
| 6 min | Strafminutter                           | 10 min                                                                                 |               | Dommer: Feng Lei Linjedommere: Anton Boryayev Henri Neva |
| 38 | Skud                                    | 26                                                                                     |               | Dommer: Feng Lei Linjedommere: Anton Boryayev Henri Neva |

| 26. april 2019 20:00 | Kinesisk Taipei | 2–11 (1–1, 1–6, 0–4) | Bulgarien | Winter Sports Palace, Sofia Tilskuere: 953 |

| Rapport                                              | Rapport                                                                       | Rapport | Rapport          | Rapport                                                     |
| ---------------------------------------------------- | ----------------------------------------------------------------------------- | --- | ---------------- | ----------------------------------------------------------- |
|                                                      | Hou Ta-yu He Wei-chih                                                         | Målmænd | Dimitar Dimitrov | Dommer: Ryan Cairns Linjedommere: Chae Youn-jin Dāvis Zunde |
| Lin T. (Hsiao) – 12:22 / Lin H. (Shen, Weng) – 32:39 | 1–0 / 1–1 / 1–2 / 1–3 / 1–4 / 1–5 / 2–5 / 2–6 / 2–7 / 2–8 / 2–9 / 2–10 / 2–11 | 17:09 – M. Vasilev (Muhachev) / 21:35 – M. Vasilev (Hodulov) / 23:38 – Boyadjiev (M. Vasilev, V. Dikov) / 26:33 – Hodulov / 30:07 – T. Georgiev (V. Vasilev) / 35:13 – Hodulov (Boyadjiev) (PP) / 35:33 – Dilkov (Dzhorov, T. Georgiev) / 48:52 – M. Vasilev (V. Vasilev) (PP) / 57:22 – Hodulov (Stoilov, Nikolov) / 57:44 – Muhachev (M. Vasilev, Dzhorov) / 59:58 – M. Vasilev (Bachvarov, Hodulov) (PP) |                  | Dommer: Ryan Cairns Linjedommere: Chae Youn-jin Dāvis Zunde |
| 10 min                                               | Strafminutter                                                                 | 10 min |                  | Dommer: Ryan Cairns Linjedommere: Chae Youn-jin Dāvis Zunde |
| 35                                                   | Skud                                                                          | 40 |                  | Dommer: Ryan Cairns Linjedommere: Chae Youn-jin Dāvis Zunde |

| 28. april 2019 13:00 | Tyrkiet | 5–4 (0–1, 2–1, 3–2) | Turkmenistan | Winter Sports Palace, Sofia Tilskuere: 90 |

| Rapport | Rapport                                             | Rapport | Rapport          | Rapport                                                     |
| --- | --------------------------------------------------- | --- | ---------------- | ----------------------------------------------------------- |
| | Tolga Bozacı                                        | Målmænd | Keremli Charyyev | Dommer: Ryan Cairns Linjedommere: Chae Youn-jin Dāvis Zunde |
| Ö. Karş (Gümüş, Halil) – 24:17 / F. Faner (Halil) – 27:06 / Bakal (Salt, Halil) – 40:53 / Özmen (Gümüş) (PP2) – 54:14 / Bingöl (Ö. Karş, E. Faner) – 56:03 | 0–1 / 1–1 / 1–2 / 2–2 / 3–2 / 3–3 / 3–4 / 4–4 / 5–4 | 08:48 – Dovletmyradov (Vahovskiy, Veleyev) / 26:53 – Dovletmyradov (Gurbanov, Vahovskiy) (PP) / 42:09 – Vahovskiy (Veleyev) / 45:52 – Barkovskiy (Geldimyradov) |                  | Dommer: Ryan Cairns Linjedommere: Chae Youn-jin Dāvis Zunde |
| 10 min | Strafminutter                                       | 14 min |                  | Dommer: Ryan Cairns Linjedommere: Chae Youn-jin Dāvis Zunde |
| 38 | Skud                                                | 22 |                  | Dommer: Ryan Cairns Linjedommere: Chae Youn-jin Dāvis Zunde |

| 28. april 2019 16:30 | Kinesisk Taipei | 7–9 (1–2, 2–4, 4–3) | Sydafrika | Winter Sports Palace, Sofia Tilskuere: 105 |

| Rapport | Rapport                                                                                       | Rapport | Rapport         | Rapport                                                     |
| --- | --------------------------------------------------------------------------------------------- | --- | --------------- | ----------------------------------------------------------- |
| | Hou Ta-yu He Wei-chih                                                                         | Målmænd | Charl Pretorius | Dommer: Feng Lei Linjedommere: Mihai Paul Luchezar Stoyanov |
| Lin H. (Weng, Sang) (PP2) – 09:13 / Shen (Lin H.) (PP) – 32:01 / Lin H. (Weng) – 34:06 / Sang (Weng, Shen) (SH) – 46:48 / Chen W. (Chen K.) – 48:23 / Chen W. – 54:47 / Chiang (Weng) – 56:11 | 1–0 / 1–1 / 1–2 / 1–3 / 1–4 / 1–5 / 1–6 / 2–6 / 3–6 / 3–7 / 4–7 / 4–8 / 5–8 / 6–8 / 7–8 / 7–9 | 11:51 – Carelse (Samaai) / 18:03 – Carelse (Obery, Samaai) / 22:39 – Schuurman / 24:03 – Compton / 25:54 – Botha (Samaai, Carelse) (PP) / 27:46 – Compton / 41:51 – Schuurman (Compton) / 47:42 – Samaai (PP) / 59:43 – Marais (EN) |                 | Dommer: Feng Lei Linjedommere: Mihai Paul Luchezar Stoyanov |
| 8 min | Strafminutter                                                                                 | 10 min |                 | Dommer: Feng Lei Linjedommere: Mihai Paul Luchezar Stoyanov |
| 34 | Skud                                                                                          | 22 |                 | Dommer: Feng Lei Linjedommere: Mihai Paul Luchezar Stoyanov |

| 28. april 2019 20:00 | Luxembourg | 0–7 (0–4, 0–1, 0–2) | Bulgarien | Winter Sports Palace, Sofia Tilskuere: 1,135 |

| Rapport | Rapport                                 | Rapport | Rapport          | Rapport                                                        |
| ------- | --------------------------------------- | --- | ---------------- | -------------------------------------------------------------- |
|         | Marcus Anselm Sven Cruchten             | Målmænd | Dimitar Dimitrov | Dommer: Stefan Hogarth Linjedommere: Anton Boryayev Henri Neva |
|         | 0–1 / 0–2 / 0–3 / 0–4 / 0–5 / 0–6 / 0–7 | 12:28 – Hodulov (V. Vasilev) / 14:50 – Hodulov (Yotov) / 16:13 – Georgiev (SH) / 18:18 – Muhachev (V. Dikov, Dilkov) / 32:18 – Hodulov (Yotov, Boyadjiev) / 44:35 – Yotov (Gatchev, Stoilov) / 59:59 – Hodulov (Dilkov) (PP2) |                  | Dommer: Stefan Hogarth Linjedommere: Anton Boryayev Henri Neva |
| 28 min  | Strafminutter                           | 14 min |                  | Dommer: Stefan Hogarth Linjedommere: Anton Boryayev Henri Neva |
| 26      | Skud                                    | 29 |                  | Dommer: Stefan Hogarth Linjedommere: Anton Boryayev Henri Neva |

### Priser og statistikker

#### Priser
- Bedste spillere valgt af direktoratet:
  - Bedste målmand: Dimitar Dimitrov
  - Bedste Defenseman: Shen Yen-lin
  - Bedste fremadrettet: Miroslav Vasilev

Kilde: IIHF.com

#### Topscorere
List viser de øverste markspillere sorteret efter point og derefter mål.
| Spiller               | K | G  | A | Pts | +/− | PIM | POS |
| --------------------- | - | -- | - | --- | --- | --- | --- |
| Miroslav Vasilev      | 5 | 10 | 6 | 16  | +10 | 22  | F   |
| Weng To               | 5 | 7  | 8 | 15  | +3  | 2   | F   |
| Ivan Hodulov          | 5 | 10 | 4 | 14  | +10 | 18  | F   |
| Lin Hung-ju           | 5 | 5  | 7 | 1   | −2  | 12  | F   |
| Martin Boyadjiev      | 5 | 2  | 7 | 9   | +8  | 6   | D   |
| Shen Yen-lin          | 5 | 2  | 7 | 9   | +1  | 0   | D   |
| Stanislav Muhachev    | 5 | 5  | 3 | 8   | +10 | 0   | F   |
| Alexei Yotov          | 5 | 3  | 5 | 8   | +7  | 0   | F   |
| Begench Dovletmyradov | 5 | 4  | 3 | 7   | +2  | 2   | F   |
| Colm Cannon           | 5 | 3  | 4 | 7   | +2  | 4   | F   |
| Uthman Samaai         | 5 | 3  | 4 | 7   | +1  | 6   | F   |
| Aleksandr Vahovskiy   | 5 | 3  | 4 | 7   | 0   | 6   | F   |

K = Kampe spillet; M = mål; A = Assists; Pts = Punkter; +/- = Plus / Minus ; PIM = straffe i minutter POS = Position 
Kilde: IIHF.com

#### Bedste målmænd
Kun de fem bedste målmænd, baseret på redningsprocent, der har spillet mindst 40% af deres holds minutter, er inkluderet i denne liste.
| Player           | TOI    | GA | GAA  | SA  | Sv%   | SO |
| ---------------- | ------ | -- | ---- | --- | ----- | -- |
| Dimitar Dimitrov | 300:00 | 7  | 1.40 | 138 | 94.93 | 1  |
| Marcus Anselm    | 292:18 | 19 | 3.90 | 160 | 88.12 | 0  |
| Keremli Charyyev | 266:32 | 18 | 4.05 | 147 | 87.76 | 0  |
| Tolga Bozacı     | 272:26 | 14 | 3.08 | 114 | 87.72 | 0  |
| Hou Ta-yu        | 224:52 | 22 | 5.87 | 134 | 83.58 | 0  |

TOI = Tid på is (minutter: sekunder); SA = Skud imod; GA = Mål mod; GAA = Mål over gennemsnittet ; Sv% = Gem Procent; SO = Shutouts 
Kilde: IIHF.com

## Division III kvalifikationsturnering

### Deltagere
| Hold                       | Kvalifikation                                          |
| -------------------------- | ------------------------------------------------------ |
| Hongkong                   | 6. plads i Division III sidste år og rykkede ned.      |
| Bosnien-Hercegovina        | 2. plads i Division III-kvalifikation sidste år.       |
| Forenede Arabiske Emirater | Vært, 3. plads i Division III-kvalifikation sidste år. |
| Kuwait                     | 4. plads i Division III-kvalifikation sidste år.       |
| Thailand                   | Førstegangsdeltager i turneringen.                     |
| Kirgisistan                | Førstegangsdeltager i turneringen.                     |

### Dommere
4 dommere og 7 linjemænd blev udvalgt til turneringen.
| Dommere                                                      | Linjemænd |
| ------------------------------------------------------------ | --- |
| - Kent Unwin - Liu Jiaqi - Dean Smith - Toh Sung-taek        | \| - Jiří Gebauer - Norbert Muzsik - Kang Tae-woo - Murat Aygün \| - Oleksiy Ryabikov - Heylaan Al-Ameri - Yahya Al-Jneibi \| |
| - Jiří Gebauer - Norbert Muzsik - Kang Tae-woo - Murat Aygün | - Oleksiy Ryabikov - Heylaan Al-Ameri - Yahya Al-Jneibi                                                                       |

## Stilling
| Pos | Hold                           | K | V | OTV | OTT | T | MF | MM | M+/- | P  | Kvalifikation                   |
| --- | ------------------------------ | - | - | --- | --- | - | -- | -- | ---- | -- | ------------------------------- |
| 1   | Forenede Arabiske Emirater (P) | 5 | 4 | 0   | 0   | 1 | 46 | 14 | +32  | 12 | Oprykning til Division III 2020 |
| 2   | Hongkong                       | 5 | 4 | 0   | 0   | 1 | 31 | 18 | +13  | 12 |                                 |
| 3   | Thailand                       | 5 | 2 | 1   | 0   | 2 | 26 | 19 | +7   | 8  |                                 |
| 4   | Bosnien-Hercegovina            | 5 | 2 | 0   | 1   | 2 | 21 | 22 | −1   | 7  |                                 |
| 5   | Kuwait                         | 5 | 1 | 0   | 0   | 4 | 9  | 43 | −34  | 3  |                                 |
| 6   | Kirgisistan                    | 5 | 1 | 0   | 0   | 4 | 7  | 24 | −17  | 3  |                                 |

1. 1 2  Forenede Arabiske Emirater 11–1 Hong Kong
2. 1 2  Kirgisistan 0–5 (opgivet) Kuwait

### Resultater
Alle tider er lokale ( UTC + 4 ).
- Kirgisistans Aleksandr Titov blev diskvalificeret og resulterede i, at hans hold tabte deres første fire kampe.

| 31. marts 2019 12:00 | Bosnien-Hercegovina | 4–5 GWS (4–1, 0–1, 0–2) (OT: 0–0) (SO: 0–1) | Thailand | Abu Dhabi Ice Rink, Abu Dhabi Tilskuere: 47 |

| Rapport | Rapport                                       | Rapport | Rapport                     | Rapport                                                      |
| --- | --------------------------------------------- | --- | --------------------------- | ------------------------------------------------------------ |
| | Amel Ćapin                                    | Målmænd | Pattarapol Ungkulpattanasuk | Dommer: Liu Jiaqi Linjedommere: Yahya Al-Jneibi Jiří Gebauer |
| Hodžić – 00:53 / Ćatović (Omer) (PP) – 08:48 / Pilav (Ćatović, Mrkva) (PP) – 13:46 / Omer (Dzamalija) – 15:36 | 1–0 / 2–0 / 3–0 / 4–0 / 4–1 / 4–2 / 4–3 / 4–4 | 18:23 – Nagayama (PP) / 22:16 – Thanakroekkiat (Nagayama) / 42:09 – Ingkharratphithakon (Vattanapanyakul, Nagayama) / 49:39 – Limpinphet (Suwachirat, Luckanatinakorn) |                             | Dommer: Liu Jiaqi Linjedommere: Yahya Al-Jneibi Jiří Gebauer |
| 12 min | Strafminutter                                 | 16 min |                             | Dommer: Liu Jiaqi Linjedommere: Yahya Al-Jneibi Jiří Gebauer |
| 29 | Skud                                          | 53 |                             | Dommer: Liu Jiaqi Linjedommere: Yahya Al-Jneibi Jiří Gebauer |

| 31. marts 2019 16:00 | Kirgisistan | 0–5 (forfeit) (9–0, 2–0, 3–0) | Kuwait | Abu Dhabi Ice Rink, Abu Dhabi Tilskuere: 52 |

| Rapport | Rapport                                                                                | Rapport | Rapport         | Rapport                                                        |
| --- | -------------------------------------------------------------------------------------- | ------- | --------------- | -------------------------------------------------------------- |
| | Aleksandr Petrov                                                                       | Målmænd | Jasem Al-Sarraf | Dommer: Dean Smith Linjedommere: Heylaan Al-Ameri Kang Tae-woo |
| Titov (Abdyraev) – 04:29 / Chuvalov – 05:26 / Abdyraev (Kudashev) (PP) – 06:19 / Chuvalov (Terentyev) – 08:08 / Titov (Kolodii) – 08:51 / Egorov (Nosov) – 12:01 / Terentyev (Nosov, Egorov) (PP2) – 14:08 / Titov (Kolodii) (PP) – 14:39 / Tonkikh (Titov) (SH) – 18:40 / Terentyev (Tonkikh, Chuvalov) – 33:45 / Tonkikh (Chuvalov, Nosov) – 38:17 / Nosov (Tonkikh, Chuvalov) – 44:47 / Kudashev (Titov, Abdyraev) – 54:18 / Isamatov (Tynaliev) – 59:56 | 1–0 / 2–0 / 3–0 / 4–0 / 5–0 / 6–0 / 7–0 / 8–0 / 9–0 / 10–0 / 11–0 / 12–0 / 13–0 / 14–0 |         |                 | Dommer: Dean Smith Linjedommere: Heylaan Al-Ameri Kang Tae-woo |
| 6 min | Strafminutter                                                                          | 14 min  |                 | Dommer: Dean Smith Linjedommere: Heylaan Al-Ameri Kang Tae-woo |
| 60 | Skud                                                                                   | 5       |                 | Dommer: Dean Smith Linjedommere: Heylaan Al-Ameri Kang Tae-woo |

| 31. marts 2019 20:00 | Forenede Arabiske Emirater | 11–1 (5–0, 6–0, 0–1) | Hongkong | Abu Dhabi Ice Rink, Abu Dhabi Tilskuere: 168 |

| Rapport | Rapport                                                                  | Rapport                | Rapport                       | Rapport                                                        |
| --- | ------------------------------------------------------------------------ | ---------------------- | ----------------------------- | -------------------------------------------------------------- |
| | Khaled Al-Suwaidi                                                        | Målmænd                | Emerson Keung Cheung Ching Ho | Dommer: Toh Sung-taek Linjedommere: Murat Aygün Norbert Muzsik |
| Karkotsky (Remess) – 08:31 / Zainutdinov (Karkotsky) – 13:10 / Remess (J. Al-Dhareri) – 16:46 / Zainutdinov – 18:48 / Al-Mahrooqi (Zainutdinov) – 19:19 / Zainutdinov – 21:14 / Al-Mehairi (O. Al-Shamsi) – 22:36 / J. Al-Dhareri (Zainutdinov) – 27:14 / J. Al-Dhareri (Zainutdinov) – 36:21 / Zainutdinov (Al-Kaabi) – 37:46 / Zainutdinov (J. Al-Dhareri, Al-Mahrooqi) – 39:37 | 1–0 / 2–0 / 3–0 / 4–0 / 5–0 / 6–0 / 7–0 / 8–0 / 9–0 / 10–0 / 11–0 / 11–1 | 51:52 – Wong K. (Tang) |                               | Dommer: Toh Sung-taek Linjedommere: Murat Aygün Norbert Muzsik |
| 4 min | Strafminutter                                                            | 4 min                  |                               | Dommer: Toh Sung-taek Linjedommere: Murat Aygün Norbert Muzsik |
| 41 | Skud                                                                     | 16                     |                               | Dommer: Toh Sung-taek Linjedommere: Murat Aygün Norbert Muzsik |

| 1. april 2019 12:00 | Hongkong | 12–2 (4–1, 2–0, 6–1) | Kuwait | Abu Dhabi Ice Rink, Abu Dhabi Tilskuere: 68 |

| Rapport | Rapport                                                                               | Rapport                                                                          | Rapport        | Rapport                                                           |
| --- | ------------------------------------------------------------------------------------- | -------------------------------------------------------------------------------- | -------------- | ----------------------------------------------------------------- |
| | Cheung Ching-ho                                                                       | Målmænd                                                                          | Ahmad Al-Saegh | Dommer: Kent Unwin Linjedommere: Yahya Al-Jneibi Oleksiy Ryabikov |
| Lau (Lo, Au-Yeung) – 06:07 / Sham (Wong K., To) – 07:25 / Au-Yeung (Tang, Wong K.) (PP) – 10:33 / Wong K. (Sham, To) – 14:16 / Tang – 30:00 / Kan S. (SH) / Chau (L. Wong, Sham) – 43:05 / Lo – 44:27 / J. Wong (Fung) – 46:03 / J. Wong (Kan C.) – 46:20 / Chau (Tang) – 49:16 / Chau (Lam, Kan C.) – 53:30 | 0–1 / 1–1 / 2–1 / 3–1 / 4–1 / 5–1 / 6–1 / 7–1 / 8–1 / 9–1 / 10–1 / 11–1 / 12–1 / 12–2 | 03:32 – A. Al-Sarraf (Al-Qattan) / 58:53 – Al-Awadhi (Al-Zidan, Al-Maraghy) (PP) |                | Dommer: Kent Unwin Linjedommere: Yahya Al-Jneibi Oleksiy Ryabikov |
| 12 min | Strafminutter                                                                         | 10 min                                                                           |                | Dommer: Kent Unwin Linjedommere: Yahya Al-Jneibi Oleksiy Ryabikov |
| 33 | Skud                                                                                  | 17                                                                               |                | Dommer: Kent Unwin Linjedommere: Yahya Al-Jneibi Oleksiy Ryabikov |

| 1. april 2019 16:00 | Thailand | 5–0 (forfeit) (0–4, 0–0, 2–2) | Kirgisistan | Abu Dhabi Ice Rink, Abu Dhabi Tilskuere: 82 |

| Rapport                                                                 | Rapport                                       | Rapport | Rapport          | Rapport                                                      |
| ----------------------------------------------------------------------- | --------------------------------------------- | --- | ---------------- | ------------------------------------------------------------ |
|                                                                         | Pattarapol Ungkulpattanasuk                   | Målmænd | Aleksandr Petrov | Dommer: Liu Jiaqi Linjedommere: Heylaan Al-Ameri Murat Aygün |
| Luckanatinakorn – 42:40 / Thanakroekkiat (Luckanatinakorn) (PP) – 44:13 | 0–1 / 0–2 / 0–3 / 0–4 / 1–4 / 2–4 / 2–5 / 2–6 | 11:33 – Tynaliev (Gorobets) / 12:00 – Tonkikh (Nosov) / 16:36 – Titov (Abdyraev, Kolodii) / 18:55 – Chuvalov (Nosov, Tonkikh) / 49:02 – Nosov (Tonkikh) / 18:55 – Egorov (Chuvalov) |                  | Dommer: Liu Jiaqi Linjedommere: Heylaan Al-Ameri Murat Aygün |
| 8 min                                                                   | Strafminutter                                 | 49 min |                  | Dommer: Liu Jiaqi Linjedommere: Heylaan Al-Ameri Murat Aygün |
| 8                                                                       | Skud                                          | 48 |                  | Dommer: Liu Jiaqi Linjedommere: Heylaan Al-Ameri Murat Aygün |

| 1. april 2019 20:00 | Bosnien-Hercegovina | 3–10 (0–3, 1–6, 2–2) | Forenede Arabiske Emirater | Abu Dhabi Ice Rink, Abu Dhabi Tilskuere: 74 |

| Rapport                                                                    | Rapport                                                                       | Rapport | Rapport           | Rapport                                                    |
| -------------------------------------------------------------------------- | ----------------------------------------------------------------------------- | --- | ----------------- | ---------------------------------------------------------- |
|                                                                            | Amel Ćapin Dino Pašović                                                       | Målmænd | Khaled Al-Suwaidi | Dommer: Dean Smith Linjedommere: Jiří Gebauer Kang Tae-woo |
| Hasović – 30:55 / Dzamalija (Đinalić, Omer) – 48:12 / Mrkva (Omer) – 57:50 | 0–1 / 0–2 / 0–3 / 0–4 / 0–5 / 0–6 / 1–6 / 1–7 / 1–8 / 1–9 / 2–9 / 2–10 / 3–10 | 07:22 – J. Al-Dhaheri (Remess) (PP) / 12:26 – Savko (O. Al-Shamsi) / 17:36 – J. Al-Dhaheri (Zainutdinov, Karkotsky) (PP) / 22:13 – Zainutdinov (J. Al-Dhaheri) (PP) / 26:10 – Karkotsky / 28:01 – Al-Mahrooqi (Remess) / 32:27 – Zainutdinov (Remess) (SH) / 33:22 – Al-Mahrooqi (J. Al-Dhaheri, Zainutdinov) / 39:15 – A. Al-Suwaidi (O. Al-Shamsi) / 49:20 – Zainutdinov (J. Al-Dhaheri, Al-Mahrooqi) |                   | Dommer: Dean Smith Linjedommere: Jiří Gebauer Kang Tae-woo |
| 12 min                                                                     | Strafminutter                                                                 | 10 min |                   | Dommer: Dean Smith Linjedommere: Jiří Gebauer Kang Tae-woo |
| 17                                                                         | Skud                                                                          | 50 |                   | Dommer: Dean Smith Linjedommere: Jiří Gebauer Kang Tae-woo |

| 3. april 2019 12:00 | Bosnien-Hercegovina | 5–0 (forfeit) (0–4, 2–7, 1–3) | Kirgisistan | Abu Dhabi Ice Rink, Abu Dhabi Tilskuere: 66 |

| Rapport                                                                                          | Rapport | Rapport | Rapport          | Rapport                                                          |
| ------------------------------------------------------------------------------------------------ | --- | --- | ---------------- | ---------------------------------------------------------------- |
|                                                                                                  | Dino Pašović Amel Ćapin                                                                                    | Målmænd | Aleksandr Petrov | Dommer: Kent Unwin Linjedommere: Heylaan Al-Ameri Norbert Muzsik |
| Omer (Ćatović) (PP) – 22:22 / London (Hodžić, Hasović) (PP) – 33:59 / Omer (Hodžić) (PP) – 55:51 | 0–1 / 0–2 / 0–3 / 0–4 / 0–5 / 1–5 / 1–6 / 1–7 / 1–8 / 1–9 / 1–10 / 1–11 / 2–11 / 2–12 / 2–13 / 3–13 / 3–14 | 04:38 – Nosov (SH) / 04:58 – Egorov (Nosov) (SH) / 05:51 – Tonkikh (Isamatov) / 10:34 – Nosov (Tonkikh, Egorov) / 20:53 – Tonkikh (Chuvalov, Kolodii) (PP) / 23:16 – Nosov (Egorov) / 23:35 – Tynaliev (Abdyraev) (PP) / 27:08 – Tonkikh (Nosov, Chuvalov) / 27:59 – Nosov (Chuvalov, Terentyev) (PP) / 31:02 – Kolodii (Shushenkov, Nosov) (PP2) / 33:15 – Shushenkov (SH) / 40:45 – Tagaev (Abdyraev, Titov) / 48:44 – Nosov (Tonkikh, Egorov) (PP2) / 58:53 – Chuvalov |                  | Dommer: Kent Unwin Linjedommere: Heylaan Al-Ameri Norbert Muzsik |
| 107 min                                                                                          | Strafminutter                                                                                              | 41 min |                  | Dommer: Kent Unwin Linjedommere: Heylaan Al-Ameri Norbert Muzsik |
| 12                                                                                               | Skud | 55 |                  | Dommer: Kent Unwin Linjedommere: Heylaan Al-Ameri Norbert Muzsik |

| 3. april 2019 16:00 | Hongkong | 6–5 (0–3, 3–2, 3–0) | Thailand | Abu Dhabi Ice Rink, Abu Dhabi Tilskuere: 56 |

| Rapport | Rapport                                                         | Rapport | Rapport                     | Rapport                                                           |
| --- | --------------------------------------------------------------- | --- | --------------------------- | ----------------------------------------------------------------- |
| | Keung Emerson                                                   | Målmænd | Pattarapol Ungkulpattanasuk | Dommer: Toh Sung-taek Linjedommere: Kang Tae-woo Oleksiy Ryabikov |
| Kan S. (Wong K.) – 27:22 / Tang (Lo) – 35:11 / To (Tang) – 36:42 / To (Tang) – 54:33 / Sham – 57:23 / Wong K. (Kan S., L. Wong) (PP) – 59:20 | 0–1 / 0–2 / 0–3 / 0–4 / 1–4 / 1–5 / 2–5 / 3–5 / 4–5 / 5–5 / 6–5 | 06:51 – Nagayama (Suwachirat) / 15:52 – Suwachirat (Supadilokluk, Forster) / 16:20 – Kitayama (Supadilokluk) / 20:52 – Suwachirat (Forster, Nagayama) / 31:13 – Limpinphet (Kitayama, Nagayama) |                             | Dommer: Toh Sung-taek Linjedommere: Kang Tae-woo Oleksiy Ryabikov |
| 12 min | Strafminutter                                                   | 16 min |                             | Dommer: Toh Sung-taek Linjedommere: Kang Tae-woo Oleksiy Ryabikov |
| 34 | Skud                                                            | 26 |                             | Dommer: Toh Sung-taek Linjedommere: Kang Tae-woo Oleksiy Ryabikov |

| 3. april 2019 20:00 | Forenede Arabiske Emirater | 13–1 (5–0, 8–0, 0–1) | Kuwait | Abu Dhabi Ice Rink, Abu Dhabi Tilskuere: 98 |

| Rapport | Rapport                                                                                | Rapport         | Rapport                       | Rapport                                                  |
| --- | -------------------------------------------------------------------------------------- | --------------- | ----------------------------- | -------------------------------------------------------- |
| | Ahmed Al-Dhaheri                                                                       | Målmænd         | Jasem Al-Saraf Ahmad Al-Saegh | Dommer: Liu Jiaqi Linjedommere: Murat Aygün Jiří Gebauer |
| J. Al-Dhareri (Al-Mehairi) – 01:25 /Al-Kaabi (Al-Nuaimi, Al-Mehairi) – 02:40 / Al-Nuaimi (Al-Kaabi) – 12:19 / Al-Mahrooqi (Al-Ameri, Al-Mazrouei) – 18:24 / Al-Kaabi (Al-Mazrouei, Al-Nuaimi) – 19:52 / J. Al-Dhareri (Al-Mehairi, Al-Mahrooqi) – 21:45 / Al-Zaabi (J. Al-Dhareri, Al-Ameri) – 25:12 / Al-Blooshi – 30:17 / Al-Kaabi (Al-Mazrouei, M. Al-Shamsi) – 30:44 / Al-Mehairi (Al-Nuaimi) – 31:59 / O. Al-Shamsi – 32:23 / Al-Kaabi (Al-Blooshi) (SH) – 36:59 / Al-Mahrooqi (PP) – 39:53 | 1–0 / 2–0 / 3–0 / 4–0 / 5–0 / 6–0 / 7–0 / 8–0 / 9–0 / 10–0 / 11–0 / 12–0 / 13–0 / 13–1 | 57:10 – Al-Ajmi |                               | Dommer: Liu Jiaqi Linjedommere: Murat Aygün Jiří Gebauer |
| 6 min | Strafminutter                                                                          | 16 min          |                               | Dommer: Liu Jiaqi Linjedommere: Murat Aygün Jiří Gebauer |
| 27 | Skud                                                                                   | 9               |                               | Dommer: Liu Jiaqi Linjedommere: Murat Aygün Jiří Gebauer |

| 4. april 2019 12:00 | Kirgisistan | 0–5 (forfeit) (3–0, 1–3, 4–0) | Hongkong | Abu Dhabi Ice Rink, Abu Dhabi Tilskuere: 44 |

| Rapport | Rapport                                                         | Rapport                                                                                          | Rapport         | Rapport                                                      |
| --- | --------------------------------------------------------------- | ------------------------------------------------------------------------------------------------ | --------------- | ------------------------------------------------------------ |
| | Temir Muktarbek                                                 | Målmænd                                                                                          | Cheung Ching Ho | Dommer: Dean Smith Linjedommere: Kang Tae-woo Norbert Muzsik |
| Tonkikh (Nosov) (PP) – 05:18 / Nosov (Chuvalov) – 12:36 / Abdyraev (Ulugbek) – 18:24 / Nosov (SH) – 20:43 / Chuvalov – 43:32 / Titov (Abdyraev, Shushenkov) (PP) – 49:42 / Kolodii (Chuvalov, Nosov) – 51:23 / Chuvalov (Nosov) (SH) – 55:37 | 1–0 / 2–0 / 3–0 / 4–0 / 4–1 / 4–2 / 4–3 / 5–3 / 6–3 / 7–3 / 8–3 | 27:16 – Lo (Kan S.) / 32:32 – Yeung (Sham, Wong K.) (PP) / 33:24 – Chau (Wong K., Au-Yeung) (PP) |                 | Dommer: Dean Smith Linjedommere: Kang Tae-woo Norbert Muzsik |
| 43 min | Strafminutter                                                   | 12 min                                                                                           |                 | Dommer: Dean Smith Linjedommere: Kang Tae-woo Norbert Muzsik |
| 37 | Skud                                                            | 14                                                                                               |                 | Dommer: Dean Smith Linjedommere: Kang Tae-woo Norbert Muzsik |

| 4. april 2019 16:00 | Kuwait | 0–9 (0–2, 0–3, 0–4) | Bosnien-Hercegovina | Abu Dhabi Ice Rink, Abu Dhabi Tilskuere: 52 |

| Rapport | Rapport                                             | Rapport | Rapport                 | Rapport                                                         |
| ------- | --------------------------------------------------- | --- | ----------------------- | --------------------------------------------------------------- |
|         | Jasem Al-Sarraf                                     | Målmænd | Amel Ćapin Dino Pašović | Dommer: Toh Sung-taek Linjedommere: Yahya Al-Jneibi Murat Aygün |
|         | 0–1 / 0–2 / 0–3 / 0–4 / 0–5 / 0–6 / 0–7 / 0–8 / 0–9 | 03:51 – Ćatović (Omer, Hodžić) / 10:40 – Ismailović (Omer, Hodžić) / 28:17 – Mrkva (Omer, Ćatović) / 28:31 – Ćatović (Omer, London) / 31:13 – Hodžić (PP) / 45:05 – Omer / 47:51 – Hasović (Hodžić) / 57:02 – Mušić / 59:28 – Mušić (Posavec, Omer) |                         | Dommer: Toh Sung-taek Linjedommere: Yahya Al-Jneibi Murat Aygün |
| 6 min   | Strafminutter                                       | 14 min |                         | Dommer: Toh Sung-taek Linjedommere: Yahya Al-Jneibi Murat Aygün |
| 18      | Skud                                                | 35 |                         | Dommer: Toh Sung-taek Linjedommere: Yahya Al-Jneibi Murat Aygün |

| 4. april 2019 20:00 | Thailand | 2–8 (1–4, 1–3, 0–1) | Forenede Arabiske Emirater | Abu Dhabi Ice Rink, Abu Dhabi Tilskuere: 123 |

| Rapport                                                                                  | Rapport                                                   | Rapport | Rapport           | Rapport                                                        |
| ---------------------------------------------------------------------------------------- | --------------------------------------------------------- | --- | ----------------- | -------------------------------------------------------------- |
|                                                                                          | Pattarapol Ungkulpattanasuk                               | Målmænd | Khaled Al-Suwaidi | Dommer: Kent Unwin Linjedommere: Jiří Gebauer Oleksiy Ryabikov |
| Limpinphet (Luckanatinakorn) – 08:09 / Kitayama (Luckanatinakorn, Nagayama) (SH) – 34:39 | 1–0 / 1–1 / 1–2 / 1–3 / 1–4 / 1–5 / 1–6 / 2–6 / 2–7 / 2–8 | 08:55 – Zainutdinov (J. Al-Dhareri) / 11:04 – Zainutdinov (J. Al-Dhareri) (PP) / 14:15 – Zainutdinov (O. Al-Shamsi) / 18:02 – Al-Kaabi (Karkotsky, Al-Mazrouei) / 24:44 – Remess (Al-Nuaimi, Al-Mazrouei) (PP2) / 32:32 – Karkotsky (Savko) / 37:34– Karkotsky (SH) / 57:54 – Al-Mazrouei (M. Al-Shamsi, Al-Nuaimi) (PP) |                   | Dommer: Kent Unwin Linjedommere: Jiří Gebauer Oleksiy Ryabikov |
| 53 min                                                                                   | Strafminutter                                             | 42 min |                   | Dommer: Kent Unwin Linjedommere: Jiří Gebauer Oleksiy Ryabikov |
| 23                                                                                       | Skud                                                      | 33 |                   | Dommer: Kent Unwin Linjedommere: Jiří Gebauer Oleksiy Ryabikov |

| 6. april 2019 12:00 | Kuwait | 1–9 (0–0, 1–4, 0–5) | Thailand | Abu Dhabi Ice Rink, Abu Dhabi Tilskuere: 47 |

| Rapport         | Rapport                                                   | Rapport | Rapport          | Rapport                                                        |
| --------------- | --------------------------------------------------------- | --- | ---------------- | -------------------------------------------------------------- |
|                 | Jasem Al-Sarraf                                           | Målmænd | Sujin Charoensuk | Dommer: Kent Unwin Linjedommere: Heylaan Al-Ameri Kang Tae-woo |
| Al-Ajmi – 33:35 | 0–1 / 0–2 / 0–3 / 1–3 / 1–4 / 1–5 / 1–6 / 1–7 / 1–8 / 1–9 | 24:11 – Suwachirat (Kitayama) / 27:09 – Supadilokluk (Thanakroekkiat) (PP) / 28:37 – Vattanapanyakul (Sukwiboon, Forster) / 38:42 – Luckanatinakorn (Thanakroekkiat, Nagayama) / 43:42 – Thanakroekkiat (Tengsakul) (PP) / 44:13 – Nagayama (Thanakroekkiat, Limpinphet) / 46:53 – Limpinphet (Thanakroekkiat, Forster) (PP) / 54:03 – Limpinphet (Nagayama, Suwachirat) (SH) / 55:25 – Luckanatinakorn (Sigel) |                  | Dommer: Kent Unwin Linjedommere: Heylaan Al-Ameri Kang Tae-woo |
| 32 min          | Strafminutter                                             | 14 min |                  | Dommer: Kent Unwin Linjedommere: Heylaan Al-Ameri Kang Tae-woo |
| 11              | Skud                                                      | 50 |                  | Dommer: Kent Unwin Linjedommere: Heylaan Al-Ameri Kang Tae-woo |

| 6. april 2019 16:00 | Hongkong | 7–0 (3–0, 1–0, 3–0) | Bosnien-Hercegovina | Abu Dhabi Ice Rink, Abu Dhabi Tilskuere: 39 |

| Rapport | Rapport                                 | Rapport | Rapport    | Rapport                                                          |
| --- | --------------------------------------- | ------- | ---------- | ---------------------------------------------------------------- |
| | Emerson Keung                           | Målmænd | Amel Ćapin | Dommer: Toh Sung-taek Linjedommere: Yahya Al-Jneibi Jiří Gebauer |
| Lo (Lam) (SH) – 12:28 / Sham (Au-Yeung, Kan S.) – 15:28 / Kan S. (Tang, Wong K.) (PP) – 19:14 / Kan S. – 38:23 / Lo (Au-Yeung, Kan S.) – 51:53 / Tang (Sham, Wong K.) – 53:21 / Chau – 54:05 | 1–0 / 2–0 / 3–0 / 4–0 / 5–0 / 6–0 / 7–0 |         |            | Dommer: Toh Sung-taek Linjedommere: Yahya Al-Jneibi Jiří Gebauer |
| 8 min | Strafminutter                           | 4 min   |            | Dommer: Toh Sung-taek Linjedommere: Yahya Al-Jneibi Jiří Gebauer |
| 26 | Skud                                    | 13      |            | Dommer: Toh Sung-taek Linjedommere: Yahya Al-Jneibi Jiří Gebauer |

| 6. april 2019 20:00 | Forenede Arabiske Emirater | 4–7 (2–3, 1–0, 1–4) | Kirgisistan | Abu Dhabi Ice Rink, Abu Dhabi Tilskuere: 580 |

| Rapport | Rapport                                                         | Rapport | Rapport          | Rapport                                                          |
| --- | --------------------------------------------------------------- | --- | ---------------- | ---------------------------------------------------------------- |
| | Khaled Al-Suwaidi                                               | Målmænd | Aleksandr Petrov | Dommer: Dean Smith Linjedommere: Norbert Muzsik Oleksiy Ryabikov |
| Al-Kaabi – 09:06 / Zainutdinov (Al-Mahrooqi) – 14:28 / Al-Mahrooqi (Karkotsky) (PP) – 29:44 / Zainutdinov – 40:22 | 0–1 / 1–1 / 1–2 / 2–2 / 2–3 / 3–3 / 4–3 / 4–4 / 4–5 / 4–6 / 4–7 | 03:11 – Egorov (PP) / 10:20 – Kolodii (Tonkikh, Abdyraev) / 19:16 – Egorov (Nosov) (PP) / 48:14 – Egorov (Chuvalov) / 49:54 – Tonkikh (Gorobets, Abdyraev) / 50:39 – Nosov (Tonkikh) / 55:01 – Nosov |                  | Dommer: Dean Smith Linjedommere: Norbert Muzsik Oleksiy Ryabikov |
| 42 min | Strafminutter                                                   | 10 min |                  | Dommer: Dean Smith Linjedommere: Norbert Muzsik Oleksiy Ryabikov |
| 14 | Skud                                                            | 36 |                  | Dommer: Dean Smith Linjedommere: Norbert Muzsik Oleksiy Ryabikov |

### Statistik
Alle statistikker fra Kirgisistans første fire kampe blev ikke talt af IIHF, herunder deres modstandere scoringer og målmandsdetaljer.

#### Topscorere
List viser de bedste markspillere sorteret efter point og derefter mål.
| Spiller               | K | M  | A | Pts | +/- | PIM | POS |
| --------------------- | - | -- | - | --- | --- | --- | --- |
| Artur Zainutdinov     | 5 | 13 | 5 | 18  | +13 | 4   | F   |
| Juma Al-Dhaheri       | 5 | 6  | 8 | 14  | +18 | 2   | F   |
| Khalifa Al-Mahrooqi   | 5 | 6  | 4 | 12  | +16 | 10  | F   |
| Hideki Nagayama       | 4 | 3  | 7 | 10  | +5  | 2   | D   |
| Mirza Omer            | 4 | 2  | 8 | 10  | +6  | 8   | F   |
| Tang Shin Ming Jasper | 4 | 3  | 6 | 9   | +5  | 4   | F   |
| Mohamed Al-Kaabi      | 5 | 6  | 2 | 8   | +4  | 38  | F   |
| Artyom Karkotsky      | 5 | 4  | 4 | 8   | +2  | 16  | F   |
| Wong Ka-ho            | 4 | 3  | 5 | 8   | –2  | 2   | D   |
| Kan Siu-him           | 4 | 4  | 3 | 7   | +3  | 2   | F   |

K = Kampe spillet; M = mål; A = Assists; Pts = Punkter; +/- = Plus / Minus ; PIM = straffe i minutter POS = Position 
Kilde: IIHF.com
- De kirgisiske spillere Vladimir Nosov (23 point), Vladimir Tonkikh (16), Mikhail Chuvalov (16), Islambek Abdyraev (10) og Maksim Egorov (10) vises ikke i denne liste, fordi deres statistikker fra deres første fire kampe blev anset for ugyldige. [6]

#### Målmænd
Kun de fem bedste målmænd, baseret på redningsprocent, der har spillet mindst 40% af deres holds minutter, er inkluderet i denne liste.
| Spiller                     | TOI    | GA | GAA  | SA  | Sv%   | SÅ |
| --------------------------- | ------ | -- | ---- | --- | ----- | -- |
| Khaled Al-Suwaidi           | 240:00 | 13 | 3.25 | 92  | 85.87 | 0  |
| Amel Ćapin                  | 201:45 | 20 | 5.95 | 126 | 84.13 | 0  |
| Keung Emerson               | 140:00 | 10 | 4.29 | 54  | 81.48 | 1  |
| Cheung Ching-ho             | 100:00 | 8  | 4.80 | 43  | 81.40 | 0  |
| Pattarapol Ungkulpattanasuk | 184:36 | 18 | 5.85 | 96  | 81.25 | 0  |

TOI = Tid på is (minutter: sekunder); SA = Skud imod; GA = Mål mod; GAA = Mål over gennemsnittet ; Sv% = Gem Procent; SO = Shutouts 
Kilde: IIHF.com